# Valahnúkar
Valahnúkar är en bergstopp i republiken Island. Den ligger i regionen Suðurland, 120 km öster om huvudstaden Reykjavík. Toppen på Valahnúkar är 721 meter över havet, eller 236 meter över den omgivande terrängen. Bredden vid basen är 2,9 km.
Trakten runt Valahnúkar är nära nog obefolkad, med mindre än två invånare per kvadratkilometer. Det finns inga samhällen i närheten. Trakten runt Valahnúkar består i huvudsak av gräsmarker.